# Œ
Œ,œ는 O와 E의 합자이다.

현재 쓰는 언어는 프랑스어가 있으며, 노르드어에 사용되었다.

## 쓰임
- œ는 국제음성기호에서 전설 원순 중저모음을 나타낸다.

## 같이 보기
- Å
- Ä
- Ø
- Ö
- Æ